# Fußball-Oberliga Nordrhein
Die Oberliga Nordrhein war eine zwischen 1978 und 2008 bestehende Staffel der Fußball-Oberligen, seit 1994 als vierthöchste Spielklasse im deutschen Fußball. Sie wurde zum Ende der Saison 2007/08 mit der Fußball-Oberliga Westfalen zur NRW-Liga fusioniert.
Sie wurde vom Fußball-Verband Mittelrhein zusammen mit dem Fußballverband Niederrhein organisiert. Die beiden Verbände teilten sich abwechselnd die Staffelleitung. In der Saison 2006/07 war dies letztmals der Fußball-Verband Mittelrhein; in der Saison 2007/08 letztmals der Fußballverband Niederrhein. Die nächsthöhere Liga war die Regionalliga.
Ab der Saison 2012/13 existiert auf dem Gebiet der früheren Oberliga Nordrhein wieder eine Oberliga in zwei getrennten Staffeln als Oberliga Niederrhein (Fußball-Verband Niederrhein) und Mittelrheinliga (Fußball-Verband Mittelrhein). Die Staffelsieger steigen in die Regionalliga West auf.

## Meister
| - 1979: Rot-Weiß Oberhausen - 1980: 1. FC Bocholt - 1981: 1. FC Köln Amateure - 1982: BV Lüttringhausen - 1983: Rot-Weiß Oberhausen - 1984: 1. FC Bocholt - 1985: Rot-Weiss Essen - 1986: Rot-Weiss Essen - 1987: BVL Remscheid - 1988: MSV Duisburg | - 1989: MSV Duisburg - 1990: Wuppertaler SV - 1991: FC Remscheid - 1992: Wuppertaler SV - 1993: Rot-Weiss Essen - 1994: Fortuna Düsseldorf - 1995: Rot-Weiß Oberhausen - 1996: Germania Teveren - 1997: Bonner SC - 1998: Bayer 04 Leverkusen Amateure | - 1999: Rot-Weiss Essen - 2000: Wuppertaler SV - 2001: Bayer 04 Leverkusen Amateure - 2002: 1. FC Köln Amateure - 2003: Wuppertaler SV - 2004: SSVg Velbert 1 - 2005: Bayer 04 Leverkusen Amateure - 2006: Borussia M’gladbach II - 2007: Rot-Weiß Oberhausen - 2008: Borussia M’gladbach II |

## Rekordmeister
- 4 Titel: Rot-Weiss Essen, Rot-Weiß Oberhausen, Wuppertaler SV
- 3 Titel: Bayer Leverkusen Amateure, FC Remscheid  2
- 2 Titel: 1. FC Bocholt, MSV Duisburg, 1. FC Köln Amateure, Borussia Mönchengladbach II